# Атланта (аэропорт)
Международный аэропорт Хартсфилд-Джексон Атланта (англ. Hartsfield-Jackson Atlanta International Airport, ИАТА: ATL, ИКАО: KATL, FAA LID: ATL), также известный как Аэропорт Атланта, Аэропорт Хартсфилд и Хартсфилд-Джексон, расположен в 11 км к югу от центрального делового района Атланты, Джорджия, США. Аэропорт является главным узловым аэропортом Delta Air Lines, AirTran Airways, Shuttle America под флагом Delta Connection, а также партнёра Delta Connection Atlantic Southeast Airlines; также является крупнейшим в мире узловым аэропортом для авиакомпании (Delta). Delta Air Lines перевезли 56 % пассажиров аэропорта в 2007 году, AirTran — 19 %, а Atlantic Southeast Airlines — 12 %.
В аэропорту 196 выходов.
В 2007 году Хартсфилд-Джексон стал самым загруженным пассажирским аэропортом мира по пассажирскому трафику (89,4 млн пассажиров)  и по взлётам-посадкам (994 346 операций), но в связи с сокращением авиаперевозок из-за пандемии COVID-19 в 2020 году его обогнал Международный аэропорт Гуанчжоу Байюнь.
Большая часть рейсов — внутренние в разные аэропорты США с пересадкой или на рейсы в меньшие города Южных штатов США.
Международный аэропорт Хартсфилд-Джексон обслуживает международные рейсы в Северную Америку, Южную Америку, Центральную Америку, Европу, Азию и Африку. В качестве международных ворот США Хартсфилд-Джексон занимает седьмое место (первое принадлежит Международному аэропорту имени Джона Кеннеди в Нью-Йорке).
Тем не менее, количество международных рейсов в аэропорту увеличивается: в 2007 году Аэропорт Атланты перевёз на 10,2 % международных пассажиров больше, чем в предыдущем году, всего в том году услугами аэропорта воспользовались 4,4 млн международных пассажиров.
Аэропорт расположен частично в пределах города Колледж Парк, который расположен к югу от Атланты, однако большая его часть расположена на территориях округов Фултон и Клейтон, не входящих в состав населённых пунктов; также территория аэропорта лежит на землях городов Атланта, Ист Пойнт и Хэйпвиль. Попасть в аэропорт можно с помощью транспортной системы MARTA.

## История
История аэропорта Хартсфилд-Джексон началась с заключения пятилетнего договора аренды участка площадью 116 га, где ранее располагался заброшенный автодром. Договор аренды был подписан 16 апреля 1925 мэром Уолтером Симсом, который приобрёл участок в интересах города для строительства аэродрома. В соответствии с Соглашением участок был переименован в Кэндлер Филд (Candler Field, «поле Кэндлера») по имени его прежнего владельца, основателя компании «Coca-Cola» и бывшего мэра Атланты Эйзы Кэндлера. 
Первый полёт на Кэндлер Филд совершил 15 сентября 1926 почтовый самолёт авиакомпании Florida Airways, прилетевший из Джэксонвилла. 
В мае 1928 авиакомпания Pitcairn Aviation начала производить регулярные рейсы в Атланту, а в июне 1930 к ней присоединилась Delta Air Services. Позже эти две авиакомпании, широко известные теперь Eastern Air Lines и Delta Air Lines, стали использовать аэропорт Атланты в качестве их главного хаба.
Первый контрольно-диспетчерский пункт в Кэндлер Филд был открыт в марте 1939 года, а в октябре 1940 правительство США объявило о создании здесь авиабазы. Во время Второй мировой войны площадь аэропорта удвоилась и на нём был установлен национальный и мировой рекорд — 1700 взлетов и посадок в сутки, что сделало его самым загруженным аэропортом США по числу взлётов-посадок.
В 1946 Кэндлер Филд был переименован в Муниципальный аэропорт Атланты. За 1948 через ангар периода Второй мировой войны, который служил в то время зданием терминала, было пропущено свыше одного миллиона пассажиров. 
1 июня 1956 года рейс Eastern Airlines в Монреаль (Канада) стал первым международным рейсом из Атланты. 
В 1957 Атланта приняла первый реактивный самолёт: Sud Aviation Caravelle из Вашингтона, а в том же самом году был построен новый терминал, благодаря которому удалось уменьшить скопление пассажиров. К этому моменту Атланта уже была самым загруженным аэропортом в стране с пассажирооборотом более двух миллионов пассажиров в год, и в итоге стала самым загруженным аэропортом мира.
3 мая 1961 года в аэропорту был открыт новый терминал стоимостью 21 млн долл., самый большой в стране, он был способен принять более шести миллионов пассажиров в год. Однако уже в первый год эксплуатации этот новый терминал оказался перегружен почти вдвое, когда принял 9,5 млн человек. В 1967 году власти Атланты и авиакомпании начали работу над перспективным генеральным планом развития Муниципального аэропорта Атланты.
Его строительство было начато на основе уже существующего терминала в январе 1977 при администрации мэра Мейнарда Джексона. Это был крупнейший строительный проект в южных штатах США, его стоимость составила 500 млн долл. Названный по имени бывшего мэра Атланты Уильяма Берри Хартсфилда, который чрезвычайно много сделал для развития авиаперевозок, Международный аэропорт Атланты имени Уильяма Б. Хартсфилда был открыт 21 сентября 1980 года вовремя и в пределах выделенного бюджета.
Новый комплекс аэропорта был рассчитан на обслуживание до 55 миллионов пассажиров в год и занял площадь в 230 000 м². В декабре 1984 года было завершено строительство четвёртой параллельной взлётно-посадочной полосы, а ещё одна взлётно-посадочная полоса была увеличена до 3.6 км в следующем году.
В мае 2001 года началось строительство пятой взлётно-посадочной полосы длиной 2 700 м (10-28). Её строительство завершилось 27 мая 2006, и она стала первой взлётно-посадочной полосой, построенной после 1984 года. Эта ВПП проходит по усиленному мосту над шоссе 285 в южной части аэропорта. В результате её строительства были снесены жилые здания и кладбища. Новая взлётно-посадочная полоса принимает воздушные суда среднего и малого размера, что позволяет разгрузить большие взлётно-посадочные полосы для приёма больших самолётов, таких как Boeing 777. После открытия пятой взлётно-посадочной полосы Хартсфилд-Джексон стал одним из немногих аэропортов, способных обеспечить безопасную посадку трёх самолётов одновременно.
Пятая взлётно-посадочная полоса увеличила возможности аэропорта в приёме самолётов на 40 %, в среднем с 184 рейсов в час до 237.

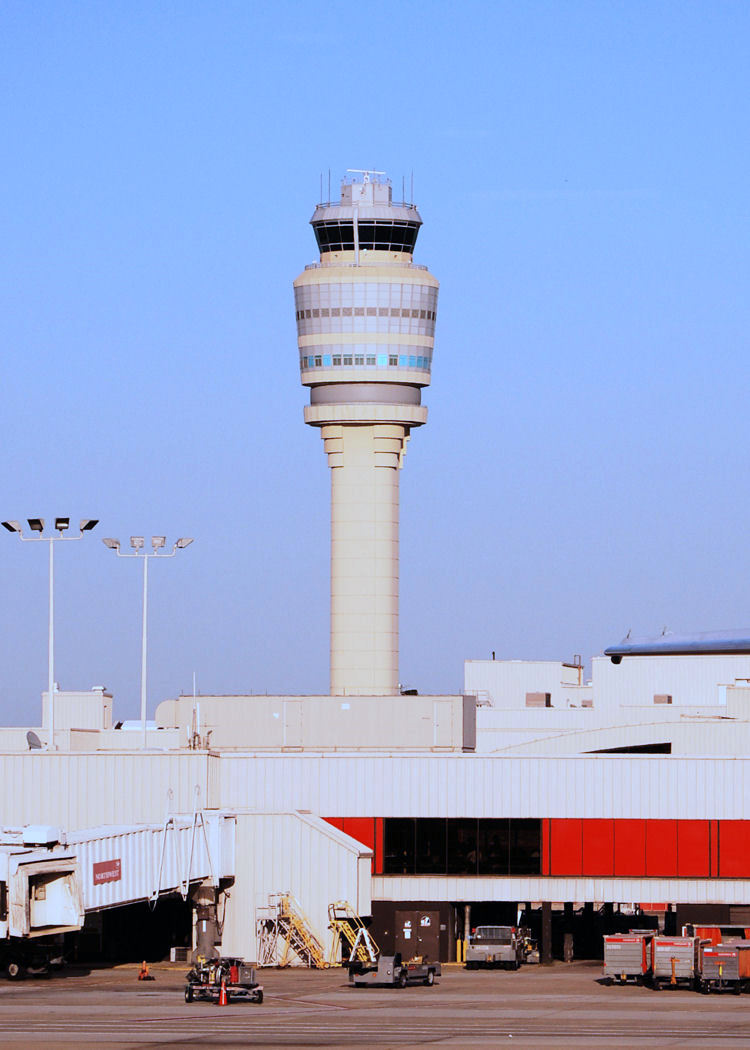
Контрольно-диспетчерский пункт аэропорта Атланты.

 Кроме пятой взлётно-посадочной полосы был также построен новый контрольно-диспетчерский пункт для того, чтобы можно было контролировать всю длину взлётно-посадочных полос. Новый контрольно-диспетчерский пункт — самый высокий контрольно-диспетчерский пункт аэропорта в Соединенных Штатах, с высотой 121 м. Старая башня контрольно-диспетчерского пункта высотой 78 метров была демонтирована 5 августа 2006 года.
20 октября 2003 городской совет Атланты проголосовал за изменение названия на Международный аэропорт Хартсфилд-Джексон Атланта, в честь бывшего мэра Мэйнарда Джексона, первого мэра Атланты-афроамериканца, который умер 23 июня 2003 года. Совет первоначально планировал переименовать аэропорт исключительно в честь Джексона, но протесты общественности, особенно потомков мэра Хартсфилда, привели к компромиссному решению.
В апреле 2007 была открыта окружная рулёжная дорожка. Она позволила экономить на топливе от 26 до 30 млн долл. в год, обеспечивая удобное наземное маневрирование самолётам, приземляющимся с северной взлётно-посадочной полосы. Эти воздушные суда могут теперь подруливать к телескопическим выходам из терминалов, не создавая препятствий взлетающим и садящимся самолётам. Развязка рулёжной дорожки спроектирована так, что проходит ниже взлётно-посадочной полосы на 9,1 м, что позволяет не прекращать взлёты.
В аэропорту сегодня работает около 55 300 сотрудников авиакомпаний, работников наземного транспорта, концессионеров, службы безопасности, федерального правительства, городских служб Атланты и арендаторов и аэропорт считается крупнейшим работодателем штата Джорджия.

## Планы развития

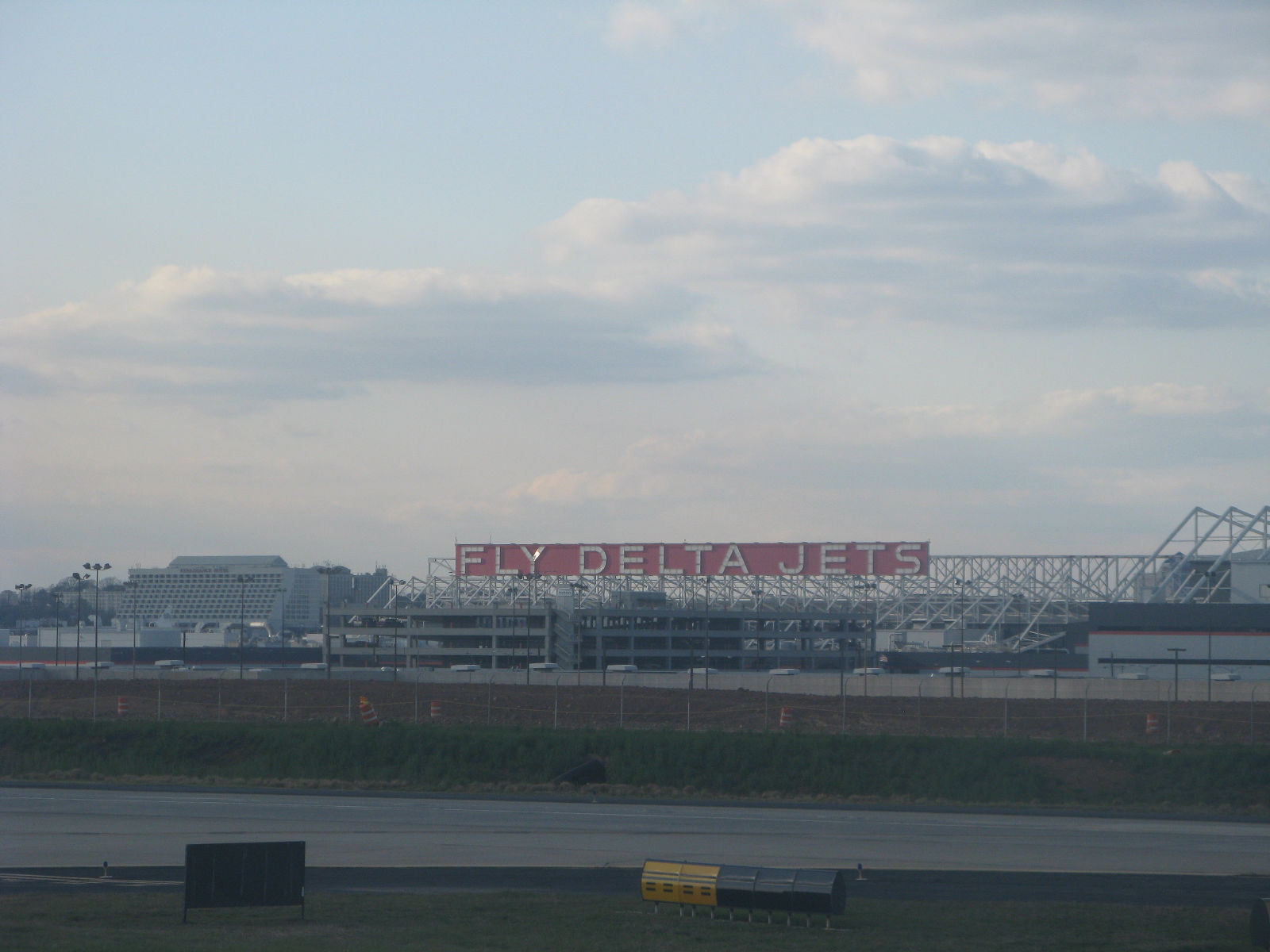
Реклама Delta Air Lines видна пассажирам прибывающих самолётов.

В 1999 была анонсирована программа развития аэропорта Хартсфилд-Джексон «Фокус на будущем», которая направлена на подготовку аэропорта к обслуживанию проектного количества 121 млн пассажиров в 2015 году. Первоначальный бюджет программы составил 5.4 млрд долл. за десятилетний период, однако на сегодняшний день с учётом задержек строительства и ростом цен он достиг 9 млрд.
Мощности по аренде автомобилей (CONRAC), которые должны были быть введены в эксплуатацию в начале 2009, под одной крышей объединят агентства по сдаче автомобилей в аренду. Автоматизированная система перевозки пассажиров (производства Mitsubishi) соединит это здание с разными зонами аэропорта. CONRAC с дорогой в аэропорт будет также соединено четырёхполосным шоссе.
В июле 2003 года мэр Атланты Ширли Франклин объявила о строительстве нового терминала, который будет носить название Международный аэропорт имени Мейнарда Холбрука Джексона младшего. Новый международный терминал должен быть построен с восточной стороны от аэропорта около Международного Зала E, на участке, где сейчас находятся грузовые мощности аэропорта и контрольно-диспетчерский пункт. В нём будет 10 дополнительных выходов для приёма широкофюзеляжных самолётов, дополнительные стойки регистрации и багажная зона для международных перевозчиков. Прибывающие международные пассажиры, для которых Атланта является конечным пунктом, смогут получить багаж на выходе из аэропорта. Новый терминал будет соединён с Терминалом E автоматизированной системой перевозок пассажиров, которая также будет вывозить пассажиров к наземному транспорту шоссе 75.
После строительства нового международного терминала планируется строительство ещё одного терминала к югу от современного. В этом терминале будет до 70 выходов. В настоящее время этот проект известен как Комплекс Южного Выхода и по оценкам обойдётся в 1.8 млрд долл. Новый терминал будет соединён с существующим автоматизированной системой перевозок пассажиров.

## Инфраструктура
Площадь терминала и залов Международного аэропорта Атланта Хартсфилд-Джексон составляет около 0,54 км². 
В аэропорту два терминала, где пассажиры сдают и получают багаж, Северный Терминал и Южный Терминал. Два терминала являются частями одного большого здания. На территории здания, между терминалами, находятся Атриум (большая открытая площадь со скамьями, различными арендаторами и банком), главный контрольно-пропускной пункт, агентства по сдаче машин в аренду и станция поездов MARTA (Metropolitan Atlanta Rapid Transit Authority).

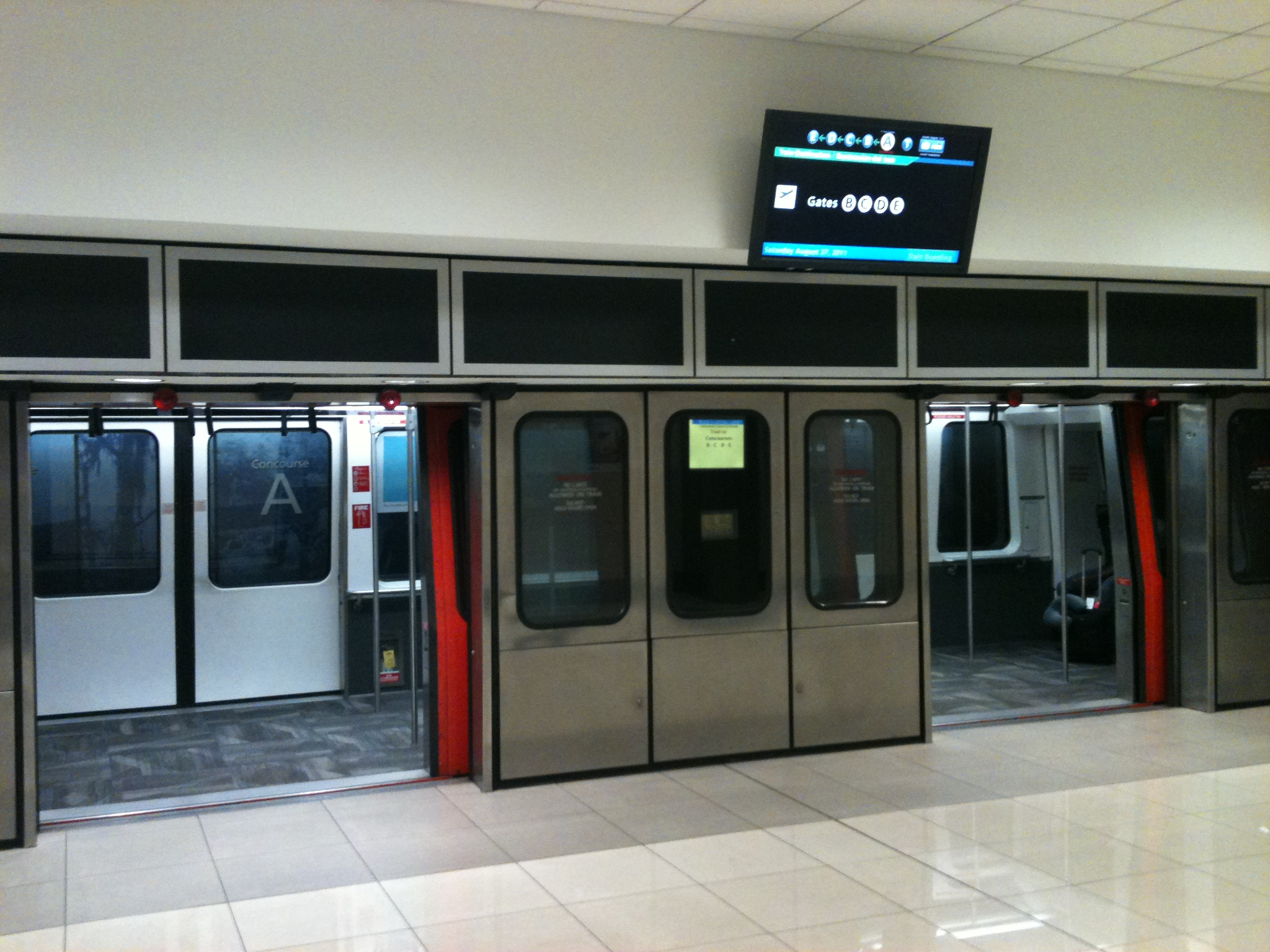
Вход в зал A из подземной автоматизированной системы перевозок пассажиров

Шесть задних залов, параллельных друг другу, служат для посадки пассажиров на борт. 
Первый зал непосредственно связан с главным терминалом, он известен как Зал T (от Terminal). 
Остальные пять залов находятся на некотором расстоянии от терминала и носят названия Залов A, B, C, D и E. 
Зал E, который был открыт в 1994 к Летним Олимпийским играм 1996 года как международный терминал.
Залы связаны между собой подземным транспортным коридором, который начинается в главном терминале и проходит под центром каждого из залов. Есть также короткий переход между Залами B и C, позволяя пройти, не возвращаясь центру Зала.

### Система перевозок
В дополнение к подземному переходу, который состоит из серии траволаторов, соединяющих залы, транспортный коридор существует автоматизированная система перевозок пассажиров. Эта система начинает маршрут в главном терминале после прохождения службы безопасности, после чего останавливается на станциях в каждом из шести залов. Кроме того, есть станция в багажном отделении, которая находится непосредственно под главным терминалом. Это самая загруженная в мире автоматизированная система перевозок пассажиров, в 2002 году она перевезла 64 млн пассажиров.

### Станция MARTA
Аэропорт Хартсфилд-Джексон также имеет собственную станцию метрополитена (MARTA, Метрополитен Атланты). Надземная станция находится в главном здании, между Северным и Южным терминалами, в западной части. Станция Аэропорт — самая южная станция системы MARTA.

## Главный терминал
Аэропорт Атланты обслуживает больше беспосадочных рейсов и назначений, чем любой хаб авиакомпаний в мире. Он обслуживает 261 беспосадочный рейс, включая 83 международных, в 54 странах мира через 196 выходов, расположенных в шести залах: T, A, B, C, D и E.

### Северный терминал
- Aeromexico
- Air Canada
- Air Canada Jazz
- Air Jamaica
- AirTran Airways
- American Airlines
- British Airways
- Continental Airlines

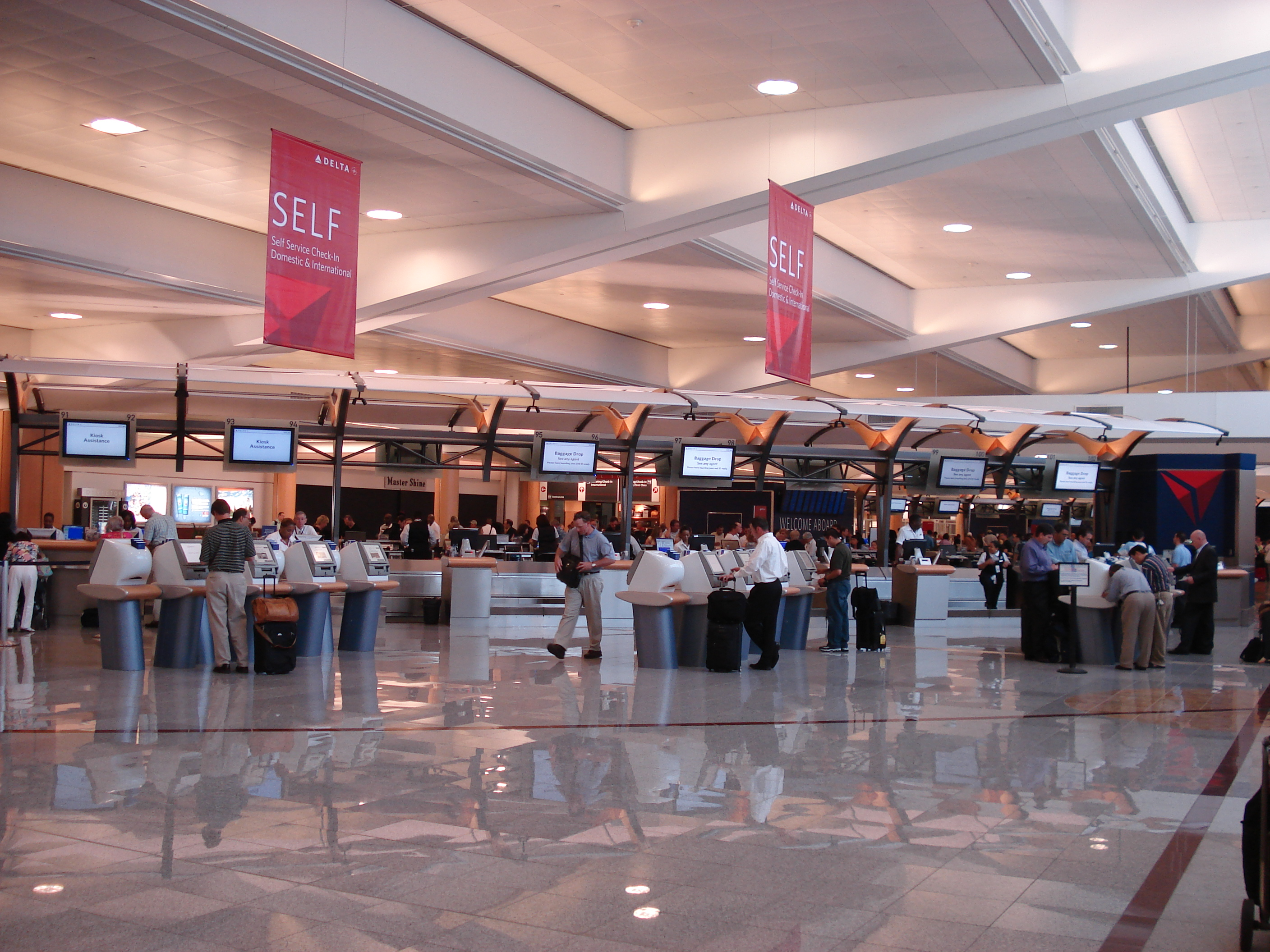
Линия автоматизированного и ручного контроля билетов Delta, крупнейшей авиакомпании в Атланте

  - Continental Express оператор ExpressJet Airlines
- Frontier Airlines
- Korean Air
- KLM Royal Dutch Airlines
- Lufthansa
- Midwest Airlines
- Northwest Airlines
- Spirit Airlines
- United Airlines
  - United Express оператор Mesa Airlines
  - United Express оператор Shuttle America
- US Airways
  - US Airways Express оператор Air Wisconsin
  - US Airways Express оператор Mesa Airlines
  - US Airways Express оператор PSA Airlines
  - US Airways Express оператор Republic Airways

### Южный терминал
- Air France
- Delta Air Lines
  - Delta Connection оператор Atlantic Southeast Airlines
  - Delta Connection оператор Chautauqua Airlines
  - Delta Connection оператор Comair
  - Delta Connection оператор Freedom Airlines
  - Delta Connection оператор Pinnacle Airlines
  - Delta Connection оператор Shuttle America
  - Delta Connection оператор SkyWest Airlines

## Грузовые авиакомпании
- Air France
- Alitalia Cargo
- Atlas Air
- British Airways
- Cathay Pacific Airways
- China Airlines
- Cargolux Airlines
- EVA Air
- FedEx
- Japan Airlines
- Korean Air Cargo
- Lufthansa Cargo
- Martinair
- Mas Air
- Polar Air Cargo Worldwide
- United Parcel Service

## Авиакатастрофы и инциденты
- 4 апреля 1977 самолёт рейса 242 Southern Airways, летевший из Хантсвила в Атланту, разбился при посадке в нескольких десятках километров от аэропорта Атланты.